# Un mari idéal (film, 1999)
Cet article concerne le film d'Oliver Parker. Pour le film d'Alexander Korda, voir Un mari idéal.
Pour l’article homonyme, voir Un mari idéal.
Pour plus de détails, voir Fiche technique et Distribution.
Un mari idéal (titre original : An Ideal Husband) est un film britannique réalisé par Oliver Parker, sorti en 1999.
Il s'agit de l'adaptation de la pièce d'Oscar Wilde portant le même titre créée en 1895 au théâtre.
Il a été présenté en clôture du Festival de Cannes hors compétition.

## Fiche technique
- Titre original : An Ideal Husband
- Réalisation : Oliver Parker
- Scénario : Oliver Parker d'après Oscar Wilde
- Genre : Comédie romantique
- Durée : 97 minutes
- Date de sortie:
  - Angleterre : 16 avril 1999
  - France : 15 décembre 1999

## Distribution
- Peter Vaughan : Phipps
- Rupert Everett (V. F. : Dominique Guillo) : Lord Arthur Goring
- Minnie Driver : Miss Mabel Chiltern
- Cate Blanchett (V. F. : Isabelle Gardien) : Lady Gertrude Chiltern
- Julianne Moore : Mrs. Laura Cheveley
- Lindsay Duncan : Lady Markby
- John Wood : Lord Caversham
- Jeremy Northam : Sir Robert Chiltern